# Zirsinalite
La zirsinalite è un minerale appartenente al gruppo della lovozerite.